# San Luis Obispo, California
San Luis Obispo este un oraș și sediul comitatului omonim, comitatul San Luis Obispo, statul  California,  Statele Unite ale Americii.
1. ↑   https://www.cacities.org/Resources-Documents/Resources-Section/Charter-Cities/Charter_Cities-List, accesat în 7 aprilie 2020 Lipsește sau este vid: |title= (ajutor)
2. ↑  Recensământul Statelor Unite ale Americii din 2010, accesat în 9 iulie 2020